# Gaswerk Woltmershausen

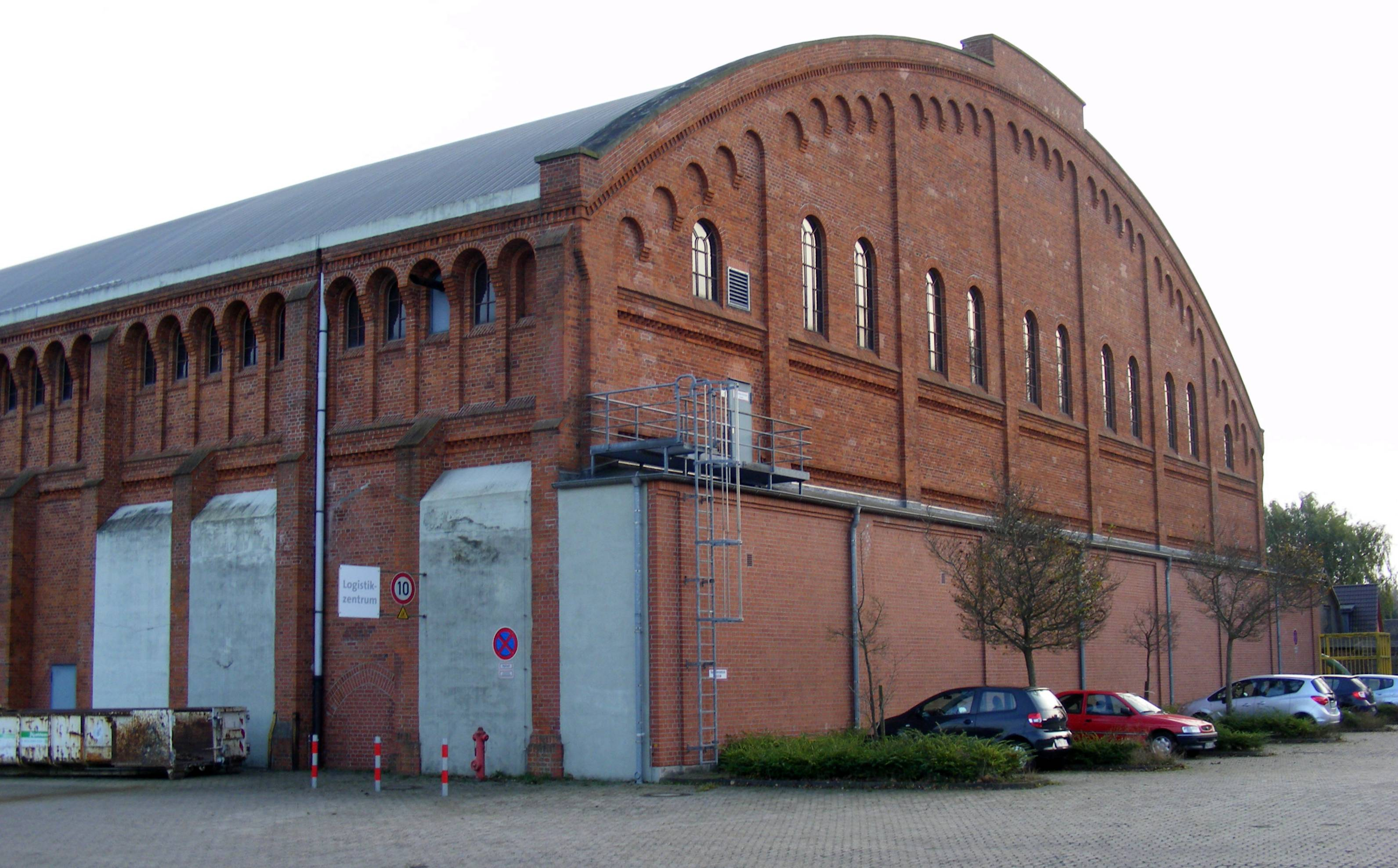
Das ehemalige Kohlenlager des Gaswerks von 1901 beherbergt heute das Hochregallager der swb-Tochter Wesernetz

Das Gaswerk Woltmershausen diente in der ersten Hälfte des 20. Jahrhunderts für die Energieversorgung der Stadt Bremen. Es lieferte Stadtgas für Beleuchtungs-, Heiz- und Kochzwecke sowie für die Warmwasserbereitung. In einigen alten Bremer Häusern befinden sich neben den elektrischen Leitungen bis heute noch Rohre und Anschlüsse für die Gasbeleuchtung.

## Geschichte
In Woltmershausen wurde von 1897 bis 1901 westlich der Bahnstrecke Oldenburg–Bremen ein neues Gaswerk errichtet, da die Kapazitäten des alten Gaswerkes an der Schlachthofstraße in der Nähe des Hauptbahnhofs nicht mehr ausreichten. Die Stadt Bremen hatte das Grundstück in der damaligen Woltmershausener Feldmark gekauft. In 30 Öfen konnten nun aus Steinkohle täglich 70.000 Kubikmeter Gas produziert werden. 1902 wurde Woltmershausen in die Stadt Bremen eingemeindet. Die Kapazität konnte auf 120.000 Kubikmeter erhöht werden. Bis 1917 wurde die öffentliche Beleuchtung in Bremen mit Gas betrieben. Der Woltmershauser Kanal wurde zum Kohlehafen ausgebaut. Rund 65 Jahre lang wurde von diesem Gaswerk aus die Stadt mit selbst erzeugtem Gas versorgt. Als Speicher dienten drei Gasometer. Durch Bombentreffer im Zweiten Weltkrieg kam es zu weitreichenden Schäden – insbesondere am Rohrnetz, so dass die Gasversorgung im März 1945 eingestellt werden musste. 1954 wurde ein neuer und größerer Gasometer gebaut, der mit 83 Metern Höhe nach dem Dom damals das zweithöchste Gebäude war und mehr als 100.000 Kubikmeter Gas speichern konnte. Der Turm war grün, jedoch war der obere Teil in Anlehnung an die Bremer Speckflagge mit roten und weißen Rechtecken gestrichen. Er prägte jahrzehntelang den Eingang des Stadtteils Woltmershausen. Die Anwohner des Gaswerks wurden durch Gerüche von Schwefelverbindungen, Ammoniak und Benzol belästigt – damals noch unvermeidbare Nebenwirkungen bei der Kohleverarbeitung. Da der Energiebedarf der Stadt Bremen weiter wuchs, reichte ab den 1960er Jahren das Stadtgas nicht mehr aus. Die Stadtwerke Bremen AG bezog daraufhin Kokereigas aus dem Ruhrgebiet, welches die gleiche Zusammensetzung wie Stadtgas hatte. Die Gasversorgung wurde zwischen 1968 und 1972 auf Erdgas umgestellt, als Speicher wurde eine unterirdische Kaverne im Stadtteil Burglesum eingerichtet. Der Gasometer wurde 1984 schließlich wegen der hohen Betriebskosten abgerissen. Heute befindet sich auf dem Gelände das Betriebswerk Woltmershausen mit Verwaltung, Ausbildungswerkstätten und Lager.

## Sanierung
Nach der Stilllegung des Gaswerks und dem Abriss weiterer, nicht mehr benötigter Gebäude wurde das Gelände auf Altlasten untersucht. Teilweise wurden Bohruntersuchungen bis 16 Meter Tiefe vorgenommen. Dabei fiel insbesondere der Gehalt an zahlreichen polyzyklischen aromatischen Kohlenwasserstoffe (kurz PAK) auf, die meist am benzol- oder teerartigen Geruch zu erkennen waren und teilweise bis ins Grundwasser gelangt sind. Die Sanierung des Geländes begann im Jahre 1987, die Kosten wurden damals auf mehr als 6 Mio. DM geschätzt.
Die Reinigung, Behandlung und der Austausch des belasteten Bodens erfolgte unter Beteiligung verschiedener Firmen, da das ursprünglich beauftragte Unternehmen Umweltschutz Nord GmbH nicht so erfolgreich arbeitete wie ursprünglich angenommen, den Bodenaushub teilweise woanders lagerte und schließlich 2003 insolvent wurde. 1990 hatten die Stadtwerke nochmals ein Gutachten in Auftrag gegeben, um die restliche Belastung festzustellen. Demnach wurden weitere Maßnahmen erforderlich, die sich teilweise bis 2006 hinzogen.